# ユーリー・マルーシン
ユーリー・ミハイロヴィチ・マルーシン（ロシア語: Юрий Михайлович Марусин、ラテン文字表記の例:Yurii Mikhailovich Marusin、1945年12月8日 - 2022年7月27日）は、ソビエト連邦、ロシアのテノール歌手。ロシア・ソビエト連邦社会主義共和国人民芸術家（1983年授与）。ソビエト連邦国家賞受賞者（1985年）。

## 概要
現在のペルミ地方(旧ペルミ州、1945年当時はモロトフ州)の小都市キゼルに生まれる。普通教育の傍ら、声楽の技術習得に励み、兵役終了後の1969年にレニングラード音楽院に入学、オリホフスキー教授のクラスに学ぶ。在学中の1972年には、レニングラード・マールイ劇場に招かれ活躍していた。1975年に音楽院を卒業し、翌年のエルケル・コンクール(ブダペスト)、ヴィオッティ・コンクール(ヴェルチェッリ)に出場し優勝、1978年のカティア・ポポヴァ国際音楽祭(プレヴェン)でも金賞を得ている。1977年から1978年にかけてミラノのスカラ座へ研修のため派遣される。1982年にアバド指揮によるヴェルディのオペラ『シモン・ボッカネグラ』でガブリエーレ・アドルノを歌い、イタリア音楽協会から最優秀外国人歌手としてヴェルディ賞を贈られている。
1980年にキーロフ劇場(マリインスキー劇場)に招かれ、以来30年以上にわたり同劇場でソリストとして活躍し、ウィーン国立歌劇場をはじめとする世界各地の歌劇場への客演も多く行った。晩年は母校であるサンクトペテルブルク音楽院の教授職に就き後進の指導に当たった。
2022年7月27日、サンクトペテルブルクで死去。

## 主な受賞
- 1981年：ロシア・ソビエト連邦社会主義共和国功労芸術家
- 1983年：ロシア・ソビエト連邦社会主義共和国人民芸術家
- 1985年：ソビエト連邦国家賞
- 2008年：名誉勲章（ロシア語版）

## 主な録音・映像
太字は映像。
- ムソルグスキー：オペラ『ホヴァーンシチナ』(ゴリーツィン公 アバド指揮ウィーン国立歌劇場管弦楽団他 1989年映像収録)
- チャイコフスキー：オペラ『スペードの女王』(ゲルマン A.デイヴィス指揮ロンドン・フィルハーモニー管弦楽団、グラインドボーン音楽祭合唱団 1992年映像収録)

以下はフィリップス・レコードにゲルギエフ指揮マリインスキー劇場(キーロフ劇場)のソリストとして録音したもの。
- プロコフィエフ：オペラ『戦争と平和』(クラーギン公爵 1991年録音・映像収録)
- ムソルグスキー：オペラ『ホヴァーンシチナ』(アンドレイ・ホヴァーンスキー公 1992年映像収録)
- リムスキー＝コルサコフ：オペラ『見えざる街キーテジと聖女フェヴローニヤの物語』(フセヴォロド王子 1994年録音)
- グリンカ：オペラ『ルスランとリュドミラ』(バヤン 1995年録音)